# 観念的競合
観念的競合（かんねんてききょうごう、ドイツ語: Tateinheitまたは Idealkonkurrenzrecht）とは、刑法の罪数論上の概念の一つであり、1個の行為が2個以上の罪名に触れる場合（刑法54条1項前段）をいう。「一所為数法（いちしょいすうほう）」ともいう。観念的競合の処罰については、その最も重い刑により処断するとされる（同項。吸収主義）。
複数の行為である場合は併合罪となり刑の加重がされる（刑法45条～48条）のと比べ、処断刑が軽くなる。
- 例えば、甲が、職務質問をしてきた警察官乙に刃物で切りつけ、これによって傷を負わせた場合、甲の行為は傷害罪（刑法204条）と公務執行妨害罪（同法95条1項）および銃刀法違反のすべてに当てはまり、3つの罪は観念的競合になる[1]。

- また、甲が、著名ブランド鞄メーカー乙の許諾を得ることなく、自ら製作した鞄に乙の登録商標を刻印したエンブレムを付して販売した場合、甲の行為は詐欺罪（刑法246条）と商標権侵害罪（商標法78条）の両方に当たり、両者は観念的競合になる（大審院昭和8年2月15日判決・刑集12輯126頁）[2]。

刑法は、以下で条数のみ記載する。

## 沿革
行為が1個か複数かによる区別は、ローマ法にまで遡ることができるとされる。その後のヨーロッパ法学の中では、「個々の犯罪には個々の刑罰を科す」という厳格な併科主義が一般的にとられていたが、次第に、それが過酷すぎることから、1個の行為で行われた複数の犯罪については併科せずに重い刑が軽い刑を吸収するという考え方が生じ、それがドイツ刑法に引き継がれた。
日本で、1880年（明治13年）に公布された旧刑法では、「数罪倶発」の場合には「一ノ重キニ従テ処断ス」と規定されており（100条1項）、吸収主義がとられた。これはフランス刑法の影響だけでなく律の伝統によるものであるとされる。当時の学説では、「想像的数罪倶発」（観念的競合）の場合は一罪にすぎず、実質は数罪倶発ではないとするものがあったが、大審院は1904年、罪数は法益侵害の個数によるとして、観念的競合は数罪であり、旧刑法100条が適用されるとした（大審院明治37年1月21日判決・判決録10輯51頁）。
小野清一郎はドイツ法学者のフランツ・フォン・リスト、エバーハルト・シュミット、マックス・エルンスト・マイヤーの論を引用し「観念的競合（想像的数罪）」説を次のとおり説明した。
観念的競合は一罪であるか、数罪であるか、学説上争の存するところであって、有力なる学説はこれをもって「外見上の犯罪競合」scheinbare Verbrechenskonkurrenz にすぎずとし、また「真正なる法条競合」echte Gesetzeskonkurrenz なりとなすのである。…この意味において私はいわゆる観念的競合は真正なる犯罪競合であり、ただその処罰において実在的競合（併合罪）の例によらざるをものであると解する—小野誠一郎『刑法講義』
日本の現行刑法（明治40年法律第45号）は、ドイツ刑法の影響を受け、併合罪については吸収主義から加重主義に改める一方、観念的競合については、ドイツ刑法52条を継受して吸収主義をとった。そのため、一罪（観念的競合）と数罪（併合罪）の区別が重要な意味を持つこととなった。

## 位置付け
観念的競合については、実体法上一罪であるとする見解と、実体法上は数罪であるが科刑上一罪として取り扱われるにすぎないとする見解があるが、判例・通説は科刑上一罪説である。すなわち、最高裁昭和49年5月29日大法廷判決は、観念的競合の規定は、1個の行為が同時に数個の犯罪構成要件に該当して数個の犯罪が競合する場合において、これを処断上の一罪として刑を科する趣旨のものであるとする。
観念的競合が併合罪の場合より軽く扱われる理由については、犯罪的意思活動の一回性・単一性のゆえに責任非難が減少するため、数個の犯罪の間で違法要素が共通・重複する部分があることから全体として違法性が減少するため、あるいはその双方が減少するためなどと説明されている。

## 要件
刑法54条1項前段にいう1個の行為とは、法的評価を離れ構成要件的観点を捨象した自然的観察のもとで、行為者の動態が社会的見解上1個のものとの評価を受ける場合をいうとされる（前掲最高裁昭和49年判決）。

### 不作為犯の罪数
作為犯の場合は、行為者の動態を外部的・客観的に認識しやすいのに対し、不作為犯の場合は、不作為の状態があるだけであるため、これが同時に複数の作為義務違反に当たる場合に観念的競合と解するか併合罪とするかが大きな問題となる。
ひき逃げ犯人が現場から逃走する場合の、道路交通法上の救護義務違反の罪（同法72条1項前段、117条1項）と報告義務違反の罪（同法72条1項後段、119条1項10号）の罪数について、二つの不作為犯がそれぞれ成立し併合罪の関係に立つとするのが従来の判例・多数説であったが、最高裁昭和51年9月22日大法廷判決は、自然的観察のもとでは「ひき逃げ」という1個の行為であるとして、従来の判例を変更し、両者は観念的競合に当たるとした。

### 過失犯の罪数
酒酔い運転とその過程における運転中止義務違反の過失による業務上過失致死罪は併合罪となる（前掲最高裁昭和49年判決。同種の事案である極度の疲労と眠気による無謀運転とその過程における運転中止義務違反の過失による業務上過失致死罪を観念的競合としていた旧判例から判例変更。）

### 共犯の罪数
幇助罪の個数は正犯の罪の数によって決定され、幇助罪が数個成立する場合にそれらが1個の行為によるものであるかは、幇助行為それ自体について判断すべきであるとした（最高裁昭和57年2月17日決定）。

## 処断刑
観念的競合の場合は、その最も重い刑により処断することとされている（刑法54条1項）。ただし、2個以上の没収については吸収されずに併科される（同条2項、49条2項）。
どの刑が最も重いかは刑法10条により定まる。原則として、重いものから死刑・拘禁・罰金・拘留・科料の順であり（同条1項）、同じ刑種の間では、刑期や罰金額で比較し（同条2項）、刑期・罰金額が同じ場合には犯情の重い方を「重い刑」とする（同条3項）。
刑の比較に際しては、刑種の選択や刑の加重・減軽を行う前の法定刑自体を比較することとされている（大審院大正5年4月17日判決・民録22輯570頁）。すなわち、重い刑種のみをそれぞれ取り出して比較対照するという重点的対照主義がとられている（最高裁昭和23年4月8日判決）。もっとも、判例は、刑法54条1項の規定は軽い罪の最下限の刑よりも軽く処断することはできないという趣旨を含むとして、重点的対照主義を修正している（最高裁昭和28年4月14日判決、最高裁昭和32年2月14日判決）。また、最も重い罪の刑は懲役刑のみであるがその他の罪に罰金刑の任意的併科の定めがあるときには、最も重い罪の懲役刑にその他の罪の罰金刑を併科することができる（最高裁平成19年12月3日決定）。

## 訴訟法上の取扱い
観念的競合は科刑上一罪となるので、刑事訴訟法上、観念的競合の関係にある数個の事実は公訴事実として同一（単一）である。具体的には、訴因変更の可能な範囲、二重起訴禁止の範囲、公訴時効停止効の範囲、一事不再理効の範囲を決定する基準となる。

### 訴因変更
訴因変更は、公訴事実の同一性を害しない限度において可能である（刑訴法312条1項）。したがって、1個の爆弾を爆発させてAを死亡させたという殺人の事実で起訴されている場合、同じ爆発でBを負傷させたという殺人未遂の事実は観念的競合の関係に立つから、公訴事実の同一性（単一性）があり、Bに対する殺人未遂罪の訴因を追加して審理することができる。二重起訴禁止（刑訴法338条3号、339条1項5号）により、Bに対する殺人未遂罪を別途起訴することはできない。これに対し、別の機会に行われたCに対する殺人未遂罪は、併合罪の関係に立つから、公訴事実の同一性がなく、訴因変更は許されない（別途起訴することとなる）。

### 公訴時効
公訴時効は、公訴の提起（起訴）により停止するが（刑訴法254条1項）、その効力は公訴事実の同一性がある範囲で及ぶから（最高裁昭和56年7月14日決定・刑集35巻5号497頁）、観念的競合の関係に立つA事実について公訴が提起されることにより、B事実についても時効が停止する。

### 一事不再理効
一事不再理効（憲法39条、刑訴法337条1号）も公訴事実の同一性がある範囲に及ぶから（通説）、観念的競合の関係に立つA事実について判決が確定することにより、B事実についても一事不再理効が及ぶ。